# Outfit7
 (septembre 2021).
 (septembre 2021).
Outfit7 Limited (ou simplement Outfit7) est une entreprise slovène de développement, d'édition et de distribution de jeux vidéo, créée en juillet 2009 par le couple Samo et Iza Login (Longinova de son vrai nom).
Outfit7, détenteur de la franchise Talking Tom et ses amis, opère dans sept studios différents à travers le monde, consacrés aux jeux mobiles.
En janvier 2017, l'entreprise a été rachetée par United Luck Consortium.

## Histoire
En 2009, un groupe de huit entrepreneurs décide de créer un studio de développement dédié à des applications de divertissement et fondent Outfit7.
Le jeu vidéo Talking Tom and Friends atteint 300 millions de téléchargements dix-neuf mois après son lancement. L'application dépasse le milliard de téléchargements le 14 juin 2013.

## Logos

Logo de Outfit7 de 2010 à 2013.
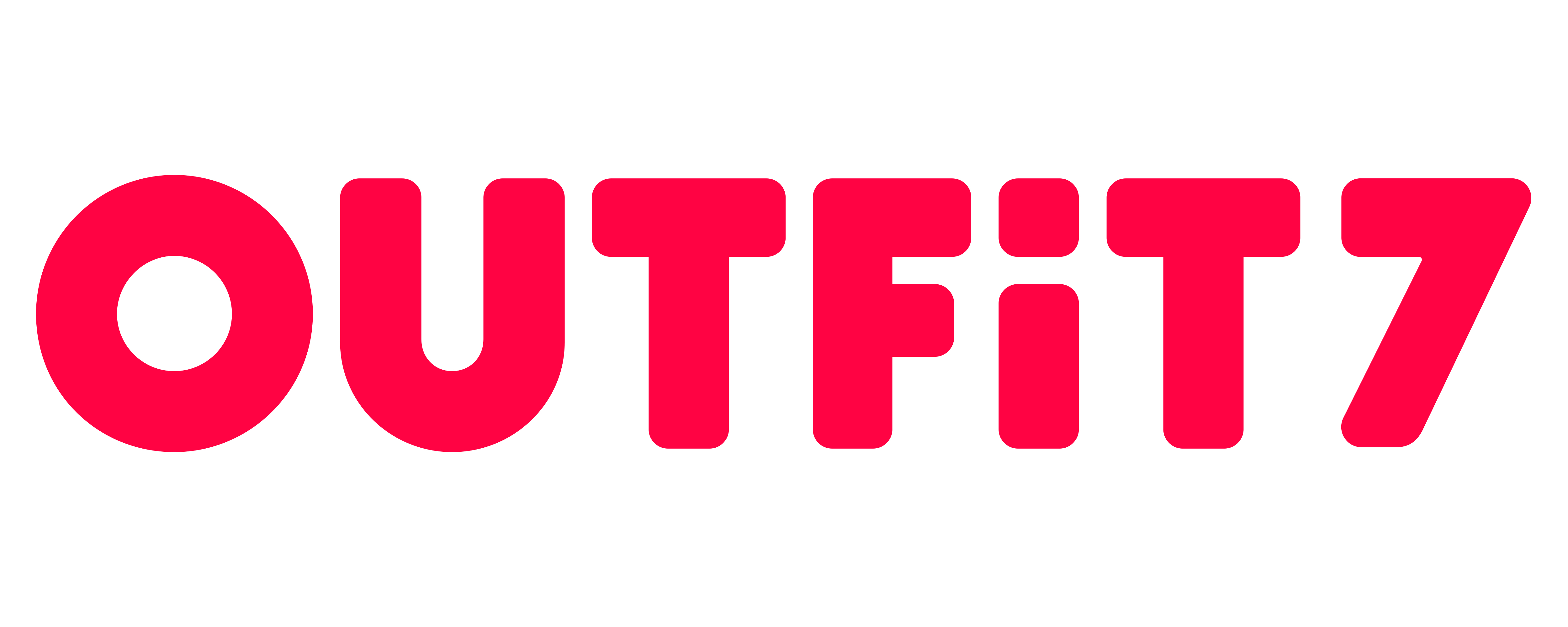
Logo de Outfit7 depuis le 12 mars 2018.

## Spin-off

### Web-série d'animation
Outfit7, en partenariat avec Disney Interactive, a lancé une web-série d'animation appelée Talking Friends qui est reposée sur les pitreries de Talking Tom et ses amis[source secondaire souhaitée].